# 1990 في بولندا
فيما يلي قوائم الأحداث التي وقعت خلال عام 1990 في بولندا.

## سياسة

### تعيين في المنصب
- 22 ديسمبر – ليخ فاونسا رئيس بولندا..

### انتهاء فترة المنصب
- 22 ديسمبر – فويتشخ ياروزلسكي رئيس بولندا..

## مواليد

### يناير
- 2 يناير – توماش كوبيتش لاعب كرة قدم بولندي.
- 29 يناير – غجيغوش كريتشوفياك لاعب كرة قدم بولندي.

### أبريل
- 18 أبريل – فويتشيك شتشيسني لاعب كرة قدم بولندي.

### مايو
- 6 مايو – بول بولجانسكي درّاج طريق بولندي.

### يونيو
- 2 يونيو – ميكال كوياتكووسكي درّاج طريق بولندي.
- 12 يونيو – أرتور سوبييخ لاعب كرة قدم بولندي.

### نوفمبر
- 13 نوفمبر – يرجي يانوفيتز لاعب كرة مضرب بولندي.
- 26 نوفمبر – كريستوف كامينسكي لاعب كرة قدم بولندي.

## وفيات

### مارس
- 31 مارس – هاينتس-غونتر فيتمان (مواليد 1927)

### أغسطس
- 1 أغسطس – نوربيرت إلياس (مواليد 1897) عالم اجتماع ألماني.

### ديسمبر
- 8 ديسمبر – تادووتش كانتور (مواليد 1915) فنان بولندي.